# Réseau routier de la Corse-du-Sud
 (juin 2019).
Cet article présente l'histoire, les caractéristiques et les événements significatifs ayant marqué le réseau routier du département de la Corse-du-Sud en France.
Au 31 décembre 2010, la longueur totale du réseau routier du département de la Corse-du-Sud est de 3 668 km, se répartissant en 0 km d'autoroutes, 245 km de routes nationales, 1 999 km de routes départementales et 1 424 km de voies communales. Il occupe ainsi le 91e rang au niveau national sur les 96 départements métropolitains quant à sa longueur et le 96e quant à sa densité avec 0,4 km par km2 de territoire.

## Histoire

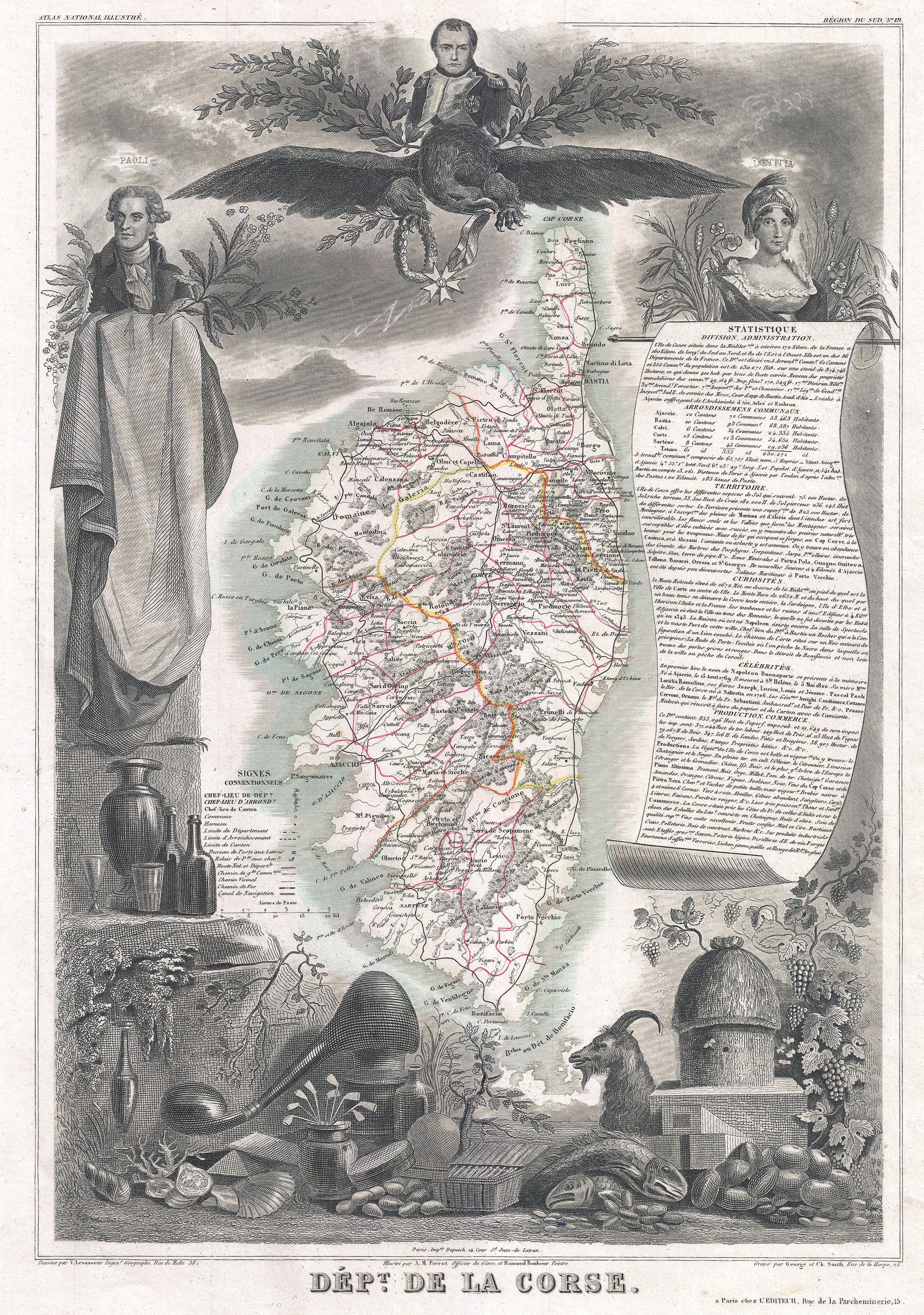
Carte Levasseur de la Corse

### XVIIIesiècle
De 1750 à 1784, l’ensemble du réseau routier français est pour la première fois cartographié à grande échelle (au 1/86400) par Cassini, à la demande de Louis XV. Cependant la Corse ne fut sous domination française qu'à partir de 1769 ; elle ne fut pas cartographiée par Cassini. On ne dispose donc pas de document officiel répertoriant les routes de Corse au XVIIIe siècle.
Il n’y a donc pas de Carte de Cassini de la Corse-du-Sud.

### XIXesiècle
L’Atlas national illustré réalisé par Victor Levasseur est un précieux témoignage du XIXe siècle, les cartes coloriées à la main sont entourées de gravures indiquant statistiques, notes historiques et illustrations caractéristiques des départements. Sur ces cartes sont représentées les routes, voies ferrées et voies d'eau. Par ailleurs, les départements sont divisés en arrondissements, cantons et communes.
À cette époque la Corse était constituée en un département unique. Il n'y a donc qu'une « carte Levasseur » de la Corse. Sur cette carte, l'actuelle Corse-du-Sud correspond assez exactement aux deux « arrondissements communaux » d'Ajaccio et Sartène. Les routes principales (en noir) sont les futures nationales 193 (section sud), 195, 196, 198 (section sud) et 199 (section sud, partiellement).

### XXesiècle
Dans la première moitié du XXe siècle, la Corse, qui constituait alors un département unique, possédait un grand nombre de routes nationales de deuxième catégorie (numéros compris entre 25 et 300) et de troisième catégorie (numéros supérieurs à 300).

#### Réforme de 1930
Devant l'état très dégradé du réseau routier au lendemain de la Première Guerre mondiale et l'explosion de l'industrie automobile, l'État, constatant l'incapacité des collectivités territoriales pour remettre en état le réseau routier pour répondre aux attentes des usagers, décide d'en prendre en charge une partie. L'article 146 de la loi de finances du 16 avril 1930 prévoit ainsi le classement d'une longueur de l'ordre de 40 000 km de routes départementales dans le domaine public routier national.
En ce qui concerne le département de la Corse, ce classement devient effectif à la suite du décret du 6 juin 1931.

#### Réforme de 1972
En 1972, un mouvement inverse est décidé par l'État. La loi de finances du 29 décembre 1971 prévoit le transfert dans la voirie départementale de près de 53 000 km de routes nationales. Le but poursuivi est :
- d'obtenir une meilleure responsabilité entre l'État et les collectivités locales en fonction de l'intérêt économique des différents réseaux,
- de permettre à l'État de concentrer ses efforts sur les principales liaisons d'intérêt national,
- d'accroître les responsabilités des assemblées départementales dans le sens de la décentralisation souhaitée par le gouvernement,
- d'assurer une meilleure gestion et une meilleure programmation de l'ensemble des voies.

Le transfert s'est opéré par vagues et par l'intermédiaire de plusieurs décrets publiés au Journal Officiel. Après concertation, la très grande majorité des départements a accepté le transfert qui s'est opéré dès 1972. En ce qui concerne le département de la Corse, le transfert est acté avec un arrêté interministériel publié au journal officiel le 31 décembre 1972. La plupart des routes nationales, et notamment toutes celles de troisième catégorie, sont déclassées et incluses dans le réseau départemental. 969,211 kilomètres de routes nationales et 334,691 kilomètres de routes forestières sont ainsi transférées au département de Corse en 1972 avec effet au 1er janvier 1973, soit un linéaire total de 1 303,902 kilomètres. Par ailleurs 64,472 kilomètres de routes forestières sont transférées avec effet au 1er janvier 1976 et 96,811 kilomètres avec effet au 1er janvier 1978. Le linéaire total de routes transférées est ainsi de 1 465,185 kilomètres.
La division de la Corse en deux départements, le 1er janvier 1976, en application de la loi du 15 mai 1975, ne modifia pas la numérotation des routes. En particulier les routes départementales franchissant la limite interdépartementale (D 81, D 69) ont conservé le même numéro de part et d'autre de cette limite. Par ailleurs il n'existe pas d'autres routes départementales portant le même numéro dans les deux départements.
À la suite de la création de la Collectivité territoriale de Corse, la loi no 01-428 du 13 mai 1991 transféra à la CTC le patrimoine relatif au réseau routier national sur le territoire de la Corse ainsi que la compétence en matière de gestion de ce réseau. Depuis cette date, les routes nationales situées en Corse-du-Sud ont conservé leur appellation. La deuxième vague de déclassement (2006) n'a pas concerné la Corse.

## Caractéristiques du réseau
- < 6
- < 8
- < 10

- Pour la France: calculé par l'ONISR, sur la mortalité de la période 2012-2016 et la population INSEE 2016, Site ONISR'"`UNIQ--ref-00000006-QINU`"'
- Pour l'Andorre, source: estimation  OMS sur l'année 2013'"`UNIQ--ref-00000007-QINU`"'
- Pour les régions de Suisse et de l'UE, hors France, source: EUROSTAT (Victimes dans les accidents de la route par région NUTS 2 '"`UNIQ--nowiki-00000008-QINU`"'tran_r_acci'"`UNIQ--nowiki-00000009-QINU`"') pour les années 2012-2016'"`UNIQ--ref-0000000A-QINU`"'.

### Consistance du réseau
Le réseau routier de Corse-du-Sud comprend quatre catégories de voies : les routes nationales appartenant au domaine public routier national et gérées par la Collectivité territoriale de Corse, les routes départementales appartenant au domaine public routier départemental et gérées par le Conseil départemental de la Corse-du-Sud et les voies communales  et chemins ruraux  appartenant respectivement aux domaines public et privé des communes et gérées par les municipalités. Le linéaire de routes par catégories peut évoluer avec la création de routes nouvelles ou par transferts de domanialité entre catégories par classement ou déclassement, lorsque les fonctionnalités de la route ne correspondent plus à celle attendues d'une route de la catégorie dans laquelle elle est classée. Ces transferts peuvent aussi résulter d'une démarche globale de transfert de compétences d'une collectivité vers une autre.
Au 31 décembre 2010, la longueur totale du réseau routier du département de la Corse-du-Sud est de 3 668 km, se répartissant en 0 km d'autoroutes, 245 km de routes nationales, 1 999 km de routes départementales et 1 424 km de voies communales. Il occupe ainsi le 91e rang au niveau national sur les 96 départements métropolitains quant à sa longueur et le 96e quant à sa densité avec 0,4 km par km2 de territoire;

### Routes nationales existantes
- RN 193 : Ajaccio - Bocognano - col de Vizzavona (- Bastia)
- RN 194 : Ajaccio - Mezzavia - RN 193 (Baléone)
- RN 196 : Ajaccio - Propriano - Sartène - Bonifacio
- RN 198 : (Bastia -) Sari-Solenzara - Porto-Vecchio - Bonifacio

### Anciennes routes nationales
- RN 193B[11] : Ajaccio-centre - la Parata -- aujourd'hui D 111
- RN 194 : Sartène - Aullène - Zicavo - Cozzano - col de Verde (- Vivario) -- aujourd'hui D 69
- RN 195 : Sagone - Vico - Evisa -- aujourd'hui D 70
- RN 199 : (Calvi -) col de Palmarella - Porto - Cargèse - Sagone - Mezzavia (RN 193) -- aujourd'hui D 81
- RN 849 : Vico - Ambiegna - Sarrola-Carcopino - RN 196 (gare de Mezzana) -- aujourd'hui D 1
- RN 849a : Vico - col de Sorro -- aujourd'hui D 23
- RN 850 : RN 196 - Sainte-Marie-Siché  - Guitera-les-Bains - Cozzano -- aujourd'hui D 83
- RN 851 : RN 196 (Pisciatello) - Cognocoli-Monticchi - Sollacaro - Col de Celaccia (RN 196) -- aujourd'hui D 302
- RN 852 : RN 196 (Petreto-Bicchisano) - Olivese - Guitera-les-Bains - Cozzano -- aujourd'hui D 757
- RN 853 : Porto-Vecchio - Figari - RN 196 (bocca di a Testa) -- aujourd'hui D 859

## Réalisations ou événements récents
- RN 193 : déviation de Bocognano, nouveau tracé de 5,5 kilomètres au lieu des 7 actuels, comportant un tunnel de 445 mètres et un viaduc de 274 mètres (en cours)
- RN 194 (Baléone – Mezzavia – rue Noël Franchini) : remise en état en vue de son déclassement ultérieur dans la voirie départementale ou communale (1993 à 2002)
- RN 196 :
  - pont d’Abra – Petreto (1996) ; nouveau pont d'Abra (2005-2008)
  - mise aux normes modernes des sections Campo Dell’Oro – Pisciatello et Pisciatello – Cauro (2000)
- RN 198 :
  - déviation de Porto-Vecchio (1998)
  - doublement du pont du Stabiacciu et mise à 2x2 voies sur 2 kilomètres (2005-2007)

## Changement de dénomination des routes nationales en routes territoriales
Les routes nationales ont été transférées à la Collectivité Territoriale de Corse par la loi du 13 mai 1991 portant statut particulier de la Corse. Ce transfert a été effectif le 1er janvier 1993. A l'occasion de la séance publique des 30 et 31 janvier 2014, les élus ont adopté le rapport relatif au changement de dénomination des routes nationales en Corse en « routes territoriales ».

- Route territoriale 10 : Route nationale 198 (Borgo - Bonifacio)
- Route territoriale 20 : Route nationale 193 (Borgo - Ajaccio)
- Route territoriale 21 : Route nationale 193 (sud d'Ajaccio)
- Route territoriale 22 : Route nationale 194 (nord d'Ajaccio)
- Route territoriale 30 : Route nationale 197 (Ponte-Leccia - Calvi)
- Route territoriale 40 : Route nationale 196 (Ajaccio - Bonifacio)

De plus, les anciens tronçons ou les tronçons en attente de déclassement porteront un numéro à 3 chiffres :
- Route territoriale RT 101 : traverse de Porto-Vecchio
- Route territoriale RT 201 : traverse de Bocognano
- Route territoriale RT 401 : ancienne route autour de Ponte Vecchiu (Galéria)
- Route territoriale RT 402 : traverse de Propriano

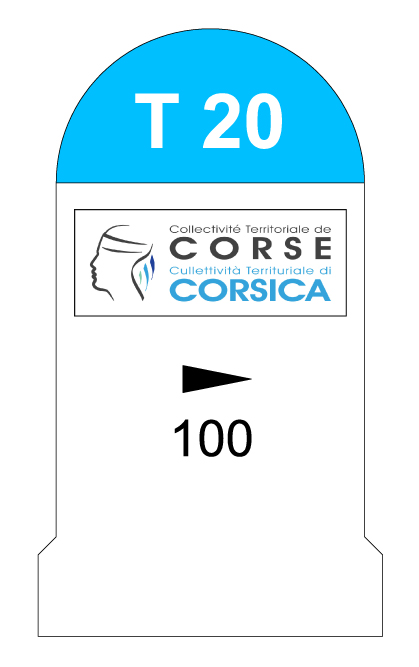

Ce changement de dénomination des routes est accompagné des mesures suivantes :
- La substitution de la couleur rouge attribuée aux cartouches de la signalisation directionnelle et aux bornes du réseau national par le bleu cyan
- L'ajout du logo de la Collectivité Territoriale de Corse sur la partie blanche des bornes kilométriques et sur l’ensemble des véhicules affectés à l’entretien et à l’exploitation des routes en complément d’un dispositif coloré d’identification en cours de définition.

## Sources
- le site de la Collectivité territoriale de Corse
- carte IGN au 1/100000e no 74
- carte routière Michelin au 1/200000e no 90, édition 1973, pour les anciennes routes nationales